# Донський фронт
Донськи́й фронт — оперативно-стратегічне об'єднання радянських військ з 30 вересня 1942 до 15 лютого 1943 року у Другій світовій війні.

## Історія
Донський фронт сформований у відповідності до директиви Ставки Верховного Головнокомандування від 28 вересня 1942 року шляхом перейменування Сталінградського фронту (1-го формування). До складу Донського фронту увійшли 1-ша гвардійська, 21-ша, 24-та, 63-тя і 66-та загальновійськові армії, 4-та танкова (з 22 жовтня переформована на 65-ту загальновійськову) армія і 16-та повітряна армія. 1 січня 1943 року до складу фронту увійшли з ліквідованого Сталінградського фронту 2-го формування 57-ма, 62-га і 64-та загальновійськові армії.
У жовтні та першій половині листопада 1942 року війська Донського фронту вели бойові дії по утриманню рубежів по річці Дон і плацдармів на її південному березі. Одночасно проводилися активні наступальні дії на лівому крилі фронту, які сковували в такий спосіб частину сил противника і тим самим ослабляли удар вермахту по військах новоствореного (в результаті перейменування Південно-Східного фронту) Сталінградського фронту (2-го формування).
У листопаді 1942 року війська Донського фронту спільно з військами Південно-Західного і Сталінградського фронтів у ході Сталінградської битви оточили в районі Сталінграда 330-тисячне угруповання німецьких військ. З 10 січня до 2 лютого 1943 року війська Донського фронту провели операцію «Кільце» по ліквідації оточеного в районі Сталінграда угруповання німецьких військ.
15 лютого 1943 року на базі Донського фронту утворено Центральний фронт.

## Військові формування у складі фронту
- 1-ша гвардійська армія (30 вересня — 16 жовтня 1942);
- 21-ша армія (30 вересня — 16 жовтня 1942; 28 листопада 1942 — 3 лютого 1943);
- 24-та армія (30 вересня 1942 — 1 лютого 1943);
- 57-ма армія (1 січня — 1 лютого 1943);
- 62-га армія (1 січня — 1 лютого 1943);
- 63-тя армія (30 вересня — 29 жовтня 1942);
- 64-та армія (1 січня — 1 лютого 1943);
- 66-та армія (30 вересня 1942 — 6 лютого 1943);
- 4-та танкова армія (з 22 жовтня 1942 року — 65-та армія) (30 вересня 1942 — 15 лютого 1943);
- 16-та повітряна армія (30 вересня 1942 — 15 лютого 1943);

## Командування
Командувачі:
- генерал-лейтенант, з січня 1943 генерал-полковник Костянтин Рокоссовський (вересень 1942 — лютий 1943);

Члени військової ради:
- корпусний комісар Желтов О. С. (вересень — жовтень 1942);
- бригадний комісар Кириченко О. І. (жовтень — грудень 1942);
- генерал-майор Телегін К. Ф. (грудень 1942 — лютий 1943);

Начальники штабів:
- генерал-майор, з 13 вересня 1944 генерал-лейтенант Малінін М. С. (вересень 1942 — лютий 1943).